# Morogues
Morogues és un municipi francès, situat al departament de Cher i a la regió de Centre – Vall del Loira. L'any 2007 tenia 468 habitants.

## Demografia

### Població
El 2007 la població de fet de Morogues era de 468 persones. Hi havia 204 famílies, de les quals 53 eren unipersonals (41 homes vivint sols i 12 dones vivint soles), 90 parelles sense fills, 53 parelles amb fills i 8 famílies monoparentals amb fills.
La població ha evolucionat segons el següent gràfic:
Habitants censats

### Habitatges
El 2007 hi havia 309 habitatges, 207 eren l'habitatge principal de la família, 66 eren segones residències i 36 estaven desocupats. 305 eren cases i 1 era un apartament. Dels 207 habitatges principals, 171 estaven ocupats pels seus propietaris, 33 estaven llogats i ocupats pels llogaters i 4 estaven cedits a títol gratuït; 1 tenia una cambra, 14 en tenien dues, 50 en tenien tres, 55 en tenien quatre i 87 en tenien cinc o més. 161 habitatges disposaven pel capbaix d'una plaça de pàrquing. A 103 habitatges hi havia un automòbil i a 87 n'hi havia dos o més.

### Piràmide de població
La piràmide de població per edats i sexe el 2009 era:
| Homes | Edats   | Dones |
| ----- | ------- | ----- |
| 0     | 95 o +  | 0     |
| 8     | 90 a 94 | 4     |
| 4     | 85 a 89 | 12    |
| 4     | 80 a 84 | 8     |
| 12    | 75 a 79 | 4     |
| 8     | 70 a 74 | 12    |
| 8     | 65 a 69 | 8     |
| 16    | 60 a 64 | 12    |
| 20    | 55 a 59 | 8     |
| 28    | 50 a 54 | 16    |
| 20    | 45 a 49 | 20    |
| 12    | 40 a 44 | 24    |
| 16    | 35 a 39 | 20    |
| 12    | 30 a 34 | 4     |
| 0     | 25 a 29 | 4     |
| 12    | 20 a 24 | 4     |
| 12    | 15 a 19 | 16    |
| 28    | 10 a 14 | 12    |
| 12    | 5 a 9   | 20    |
| 8     | 0 a 4   | 4     |

## Economia
El 2007 la població en edat de treballar era de 308 persones, 224 eren actives i 84 eren inactives. De les 224 persones actives 203 estaven ocupades (113 homes i 90 dones) i 20 estaven aturades (9 homes i 11 dones). De les 84 persones inactives 36 estaven jubilades, 23 estaven estudiant i 25 estaven classificades com a «altres inactius».

### Ingressos
El 2009 a Morogues hi havia 210 unitats fiscals que integraven 447,5 persones, la mediana anual d'ingressos fiscals per persona era de 18.411 €.

### Activitats econòmiques
Dels 20 establiments que hi havia el 2007, 2 eren d'empreses de construcció, 5 d'empreses de comerç i reparació d'automòbils, 1 d'una empresa de transport, 2 d'empreses d'hostatgeria i restauració, 2 d'empreses d'informació i comunicació, 2 d'empreses de serveis, 1 d'una entitat de l'administració pública i 5 d'empreses classificades com a «altres activitats de serveis».
Dels 6 establiments de servei als particulars que hi havia el 2009, 1 era una oficina de correu, 1 taller de reparació d'automòbils i de material agrícola, 1 lampisteria, 1 empresa de construcció i 2 restaurants.
L'únic establiment comercial que hi havia el 2009 era una llibreria.
L'any 2000 a Morogues hi havia 22 explotacions agrícoles que ocupaven un total de 608 hectàrees.

## Equipaments sanitaris i escolars
El 2009 hi havia una escola elemental integrada dins d'un grup escolar amb les comunes properes formant una escola dispersa.

## Poblacions més properes
El següent diagrama mostra les poblacions més properes.